# Pot i łzy
Pot i łzy (ang. Flesh and Bone) – amerykański limitowany serial telewizyjny (dramat) wyprodukowany przez Hazy Mills Productions, WaterJam Studios, K/O Paper Products, Blue Parrot, Cap of Doom Studios Film & Television oraz Starz Originals. Pomysłodawcą serialu jest Moira Walley-Beckett. Serial będzie emitowany od 8 listopada 2015 roku przez stację Starz. Dave Porter skomponował  muzykę do serialu. W dniu 9 listopada 2015 roku stacja ogłosiła, że serial nie będzie kontynuowany i zakończy się na pierwszym sezonie.
W Polsce serial jest emitowany od 9 stycznia 2016 roku przez HBO Polska.

## Fabuła
Serial skupia się na  życiu i pracy Claire, baletnicy, która dostaje się do prestiżowej agencji baletowej w Nowym Jorku. Pokazuje ciemną stronę pracy baletnicy.

## Obsada
- Sarah Hay jako Claire[5]
- Irina Dvorovenko jako Kiira[5]
- Sascha Radetsky[5]
- Marina Benedict jako Toni Cannava
- Ben Daniels jako Paul Grayson, dyrektor artystyczny[6]
- Tovah Feldshuh jako Ivana
- Raychel Diane Weinerjako Daphne[5]
- Emily Tyra jako Mia Bialy[5]
- Damon Herriman jako Romero[7]
- Josh Helman jako Bryan[7]
- John Allee jako Pasha
- Vanessa Aspillaga jako "Monica", asystentka menedżera[8]
- Carling Talcott jako Ashley

## Odcinki
| Sezon | Sezon | Odcinki | Oryginalna emisja | Oryginalna emisja | Oryginalna emisja | Oryginalna emisja | Oryginalna emisja |
| Sezon | Sezon | Odcinki | Premiera sezonu   | Finał sezonu      | Premiera sezonu   | Finał sezonu      |                   |
| ----- | ----- | ------- | ----------------- | ----------------- | ----------------- | ----------------- | ----------------- |
|       | 1     | 8       | 8 listopada 2015  | 27 grudnia 2015   | 9 stycznia 2016   | 30 stycznia 2016  |                   |

### Sezon 1 (2015)
| # | Tytuł           | Reżyseria        | Scenariusz           | Premiera          | Premiera         |
| - | --------------- | ---------------- | -------------------- | ----------------- | ---------------- |
| 1 | Bulling Through | David Michôd     | Moira Walley-Beckett | 8 listopada 2015  | 9 stycznia 2016  |
| 2 | Cannon Fodder   | Joshua Marston   | Moira Walley-Beckett | 15 listopada 2015 | 9 stycznia 2016  |
| 3 | Reconnaissance  | Stefan Schwartz  | Adam Rapp            | 22 listopada 2015 | 16 stycznia 2016 |
| 4 | Boogie Dark     | Nelson McCormick | David Wiener         | 29 listopada 2015 | 16 stycznia 2016 |
| 5 | M.I.A.          | Adam Davidson    | Jami O'Brien         | 6 grudnia 2015    | 23 stycznia 2016 |
| 6 | F.U.B.A.R.      | Sam Miller       | Adam Rapp            | 13 grudnia 2015   | 23 stycznia 2016 |
| 7 | Full Dress      | Alik Sakharov    | Bronwyn Garrity      | 20 grudnia 2015   | 30 stycznia 2016 |
| 8 | Scorched Earth  | Alik Sakharov    | Moira Walley-Beckett | 27 grudnia 2015   | 30 stycznia 2016 |

## Produkcja
27 stycznia 2014 roku, stacja Starz zamówiła limitowaną serię Flesh and Bone